# アフリカドチザメ
アフリカドチザメ (Leptocharias smithii) はメジロザメ目に属するサメの一種。アフリカドチザメ科・アフリカドチザメ属の唯一の現生種である。西アフリカの沿岸に分布し、底生で水深10-75mの泥底を好む。体は極端に細く、歯には性的二型が見られる。最大82cm。
活発に遊泳し、主に甲殻類を好んで食べる。胎生で、他のサメと異なる特殊な胎盤を持つ。産仔数は7。IUCNは保全状況を危急種としている。

## 分類
Leptocharias 属は南アフリカの動物学者アンドリュー・スミスによって作られ、ヨハネス・ペーター・ミュラーとヤーコプ・ヘンレによって1838年のMagazine of Natural History において発表されたが、この時点ではこの属に種は含まれていなかった。ミュラーとヘンレは1年後にLeptocharias 属をTriaenodon 属（ネムリブカ属）のシノニムとみなし、彼らの著作Systematische Beschreibung der Plagiostomen において本種をTriaenodon smithii の名で記載した。その後の専門家によってLeptocharias 属は再び有効とされ、独自の科に位置づけられるまでの間はドチザメ科またはメジロザメ科に置かれていた。タイプ標本はアンゴラのカビンダから得られた成体雄である。
多数の固有派生形質を持つため、その系統的位置を特定するのは難しい。1988年の形態学的研究では、メジロザメ目の他科との関係は明らかにならなかった。2006年の分子系統解析では、用いたDNA配列によって詳細は異なるが、ヒレトガリザメ科・ドチザメ科・メジロザメ科・シュモクザメ科を含む派生的なクレードに含まれるという一致した結果が得られた。近縁の化石種Leptocharias cretaceus の歯が、ブリテン島の白亜紀後期（サントニアン-カンパニアン、8600–7200万年前）の堆積物から発見されている。

## 分布
アフリカ西岸のモーリタニアからアンゴラ北部で見られ、地中海まで広がっている可能性もある。沿岸の水深10-75m、水温20-27℃、塩分濃度35–36‰、溶存酸素3–4 ppmの水域に生息する。通常は泥底に生息し、特に河口周辺に多い。

## 形態
体は極端に細く、眼は楕円形で内部に瞬膜を備える。眼の後方には1対の微小な噴水孔がある。鼻孔の前には細い髭を持つ。口は長く、強く弧を描き、両顎に伸びる非常に長い唇褶がある。歯列は上顎で46–60・下顎で43–54。各歯は小さく、細い尖頭と1対の小尖頭がある。サメには珍しく、歯に性的二型があり、雄の前方の歯は非常に大きくなっている。2基の背鰭は小さく、大きさはほぼ等しい。第一背鰭は胸鰭と腹鰭の間に位置し、第二背鰭は臀鰭と対在する。尾鰭の前縁は滑らかで基部に凹窩はない。尾鰭下葉はほぼ存在しない。背面は一様な淡灰色で腹面は白。最大で雄は77cm・雌は82cm。

## 生態
強い筋肉、長い尾、短い体部、小さな肝臓から、活発に遊泳すると推測される。餌は様々な底生・沿岸性生物で、特に甲殻類（カニ・ロブスター・エビなど) を好むが、小さな硬骨魚（イワシ・アンチョビ・ウミヘビ科・ギンポ亜目・ハゼ・カレイ目など）・ガンギエイやトビウオの卵・タコ・海綿も食べる。胃からは羽毛・野菜屑・花などの雑多な物体も発見されている。寄生虫としてカイアシ類のEudactylina leptochariae ・Thamnocephalus cerebrinoxius が知られている。
雄が持つ大型の前歯は、交尾行動に関わると考えられている。胎生で、卵黄を使い果たした胚は卵黄嚢を胎盤に転換する。胎盤は他のサメと異なり、球形をしている。セネガルでは妊娠期間は最低でも4ヶ月で、10月頃に約7匹の仔を産む。発見された最大の胎児は20cmで、この程度の大きさで産まれると考えられる。雄は55-60cm・雌は52-58cmで性成熟する。

## 人との関わり
人には無害。西アフリカでは比較的普通に見られ、おそらくある程度の経済的重要性がある。商業漁業・地域漁業で釣り・刺し網・底引き網によって混獲され、肉は生・燻製・塩漬け・干物として販売されるほか、革も利用される。分布域全域で漁獲圧が高いことから、IUCNは保全状況を準絶滅危惧としている。だが具体的な漁獲データは得られていない。